# Klonterige zevenbladmineervlieg
De klonterige zevenbladmineervlieg (Phytomyza obscurella) is een soort uit het geslacht Phytomyza. De wetenschappelijke naam van de soort is voor het eerst geldig gepubliceerd in 1823 door Carl Fredrik Fallén.

## Bladmijn
De bladmijn betreft een bovenzijdige, sterk verbrede gang, vaak voor een eind de bladrand volgend met in het centrum veel zwartgroene vervloeiende frass. De larve verlaat de mijn voor de verpopping via een boogvormige snede.

## Waardplant
Deze soort komt voor op zevenblad.